# Chaksu
Chaksu là một thành phố và khu đô thị của quận Jaipur thuộc bang Rajasthan, Ấn Độ.

## Nhân khẩu
Theo điều tra dân số năm 2001 của Ấn Độ, Chaksu có dân số 29.111 người. Phái nam chiếm 52% tổng số dân và phái nữ chiếm 48%. Chaksu có tỷ lệ 53% biết đọc biết viết, thấp hơn tỷ lệ trung bình toàn quốc là 59,5%: tỷ lệ cho phái nam là 67%, và tỷ lệ cho phái nữ là 38%. Tại Chaksu, 19% dân số nhỏ hơn 6 tuổi.